# Stationspostgebouw (Rotterdam)
Het stationspostgebouw in Rotterdam is een voormalig postgebouw aan het Delftseplein 31. In 2019 is het gebouw aangewezen als Rijksmonument.

## Geschiedenis
Het stationspostgebouw is gebouwd in de jaren 1955 tot 1959 in opdracht van de PTT naar ontwerp van architectenbureau Kraaijvanger. Dit gebouw uit de wederopbouw was speciaal gebouwd als postverwerkingsgebouw, kreeg 15 verdiepingen, was uitgevoerd in zwaar beton, met aan de buitenzijde lichte geglazuurde bakstenen. De metalen ramen werden door De Vries Robbé uit Gorinchem geleverd. Het was in Rotterdam een van de eerste hoge gebouwen die na de oorlog waren verrezen. De ruime afmetingen (104 bij 36 meter)  en de 15 verdiepingen van het gebouw waren nodig om de zeer grote postsorteermachine te plaatsen. Het gehele gebouw was ingericht om het post sorteren goed te laten verlopen. Aan de spoorzijde van het gebouw was een laadperron waar de posttreinen konden laden en lossen. Ook was er een betonnen oprit zodat auto's het laadperron konden oprijden. Aan de voorzijde van het gebouw is over de gehele lengte een luifel waaronder zich laaddeuren bevonden waardoor bestelauto's naar de laadperrons konden rijden. 

## Kunst

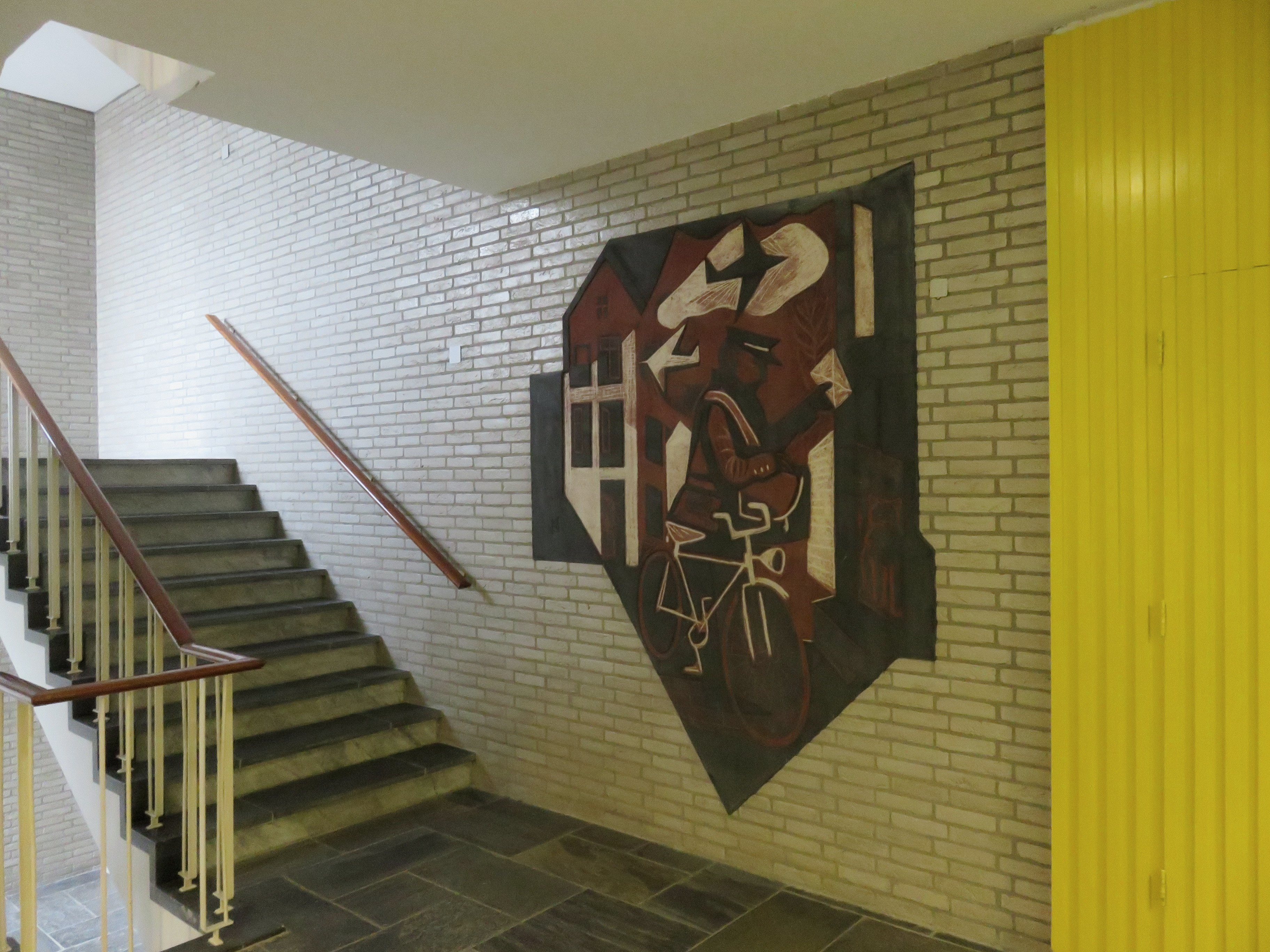
Het trappenhuis

Behalve dat het gebouw praktisch moest zijn voor het post sorteren werd door de PTT ook ingezet op kunst. Door meer dan vijftien verschillende kunstenaars zijn kunstwerken geleverd die allemaal iets met de post te maken hadden. Het meest opvallende kunstwerk aan de westgevel is een groot glas-in-beton kunstwerk van Louis van Roode (1914-1964). Het bestaat uit een kleurige patroon met een reeks uitstulpende glas-in-beton-vensters. Verder zijn er in de trappenhuizen veel kunstwerken aangebracht.

## Sluiting

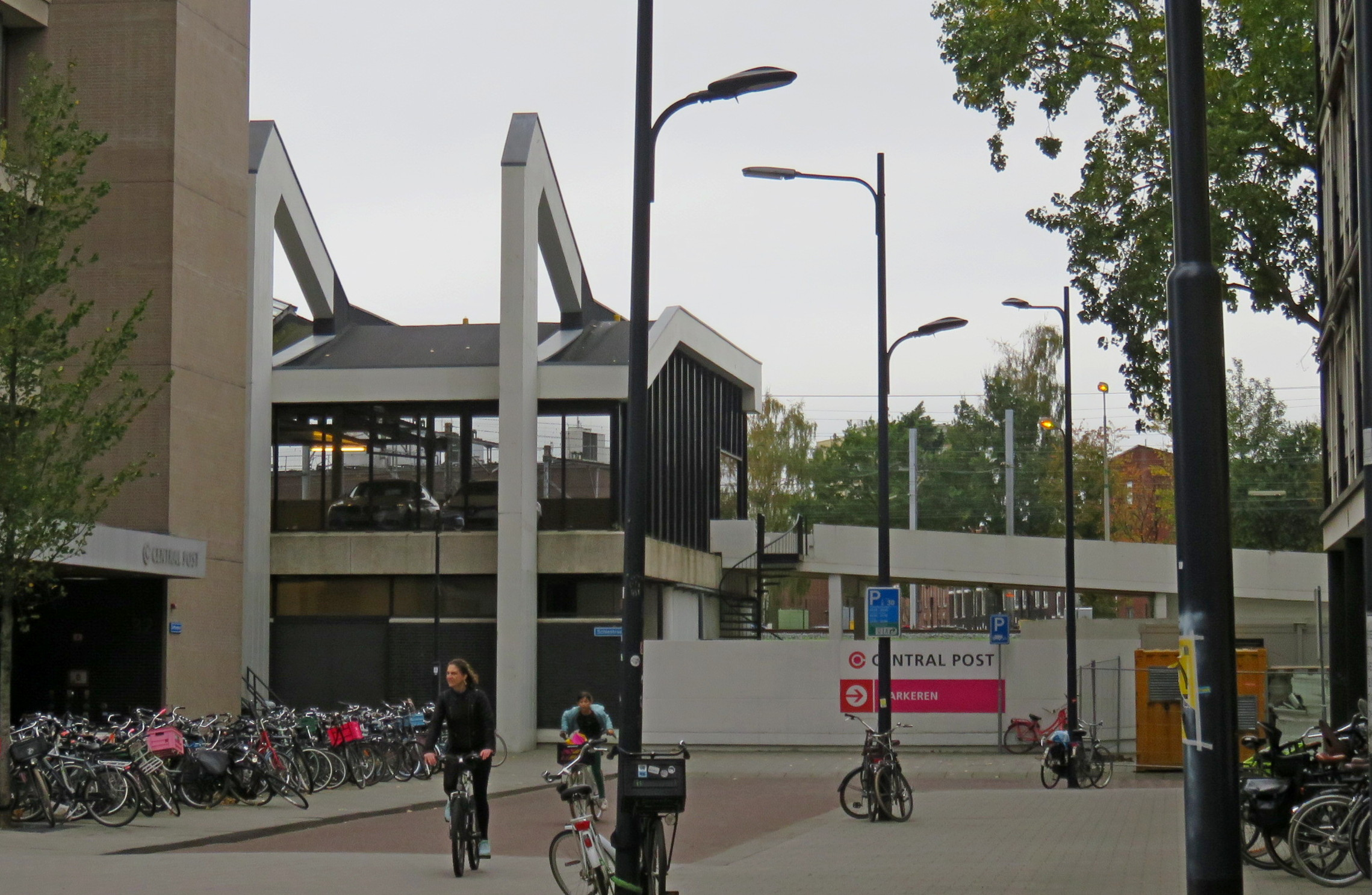
De betonnen oprit naar het laadperron

In 1992 sloot het postsorteercentrum en daarna stond het gebouw jaren leeg. Tussen 2007 en 2009 is het gebouw door een projectinvesteerder gerenoveerd. Door enkele tussenvloeren aan te brengen is de totale te gebruiken oppervlakte vergroot. Veel originele elementen uit het oorspronkelijke bouw zijn bewaard gebleven, met name alle kunstwerken. Ook de oprit naar de laadperrons is bewaard gebleven, deze doet nu dienst als oprit voor de parkeergarage.
De naam van het stationpostgebouw is gewijzigd naar 'Central Post' en het heeft nu een functie als kantoorverzamelgebouw.